# Maureen Kearney

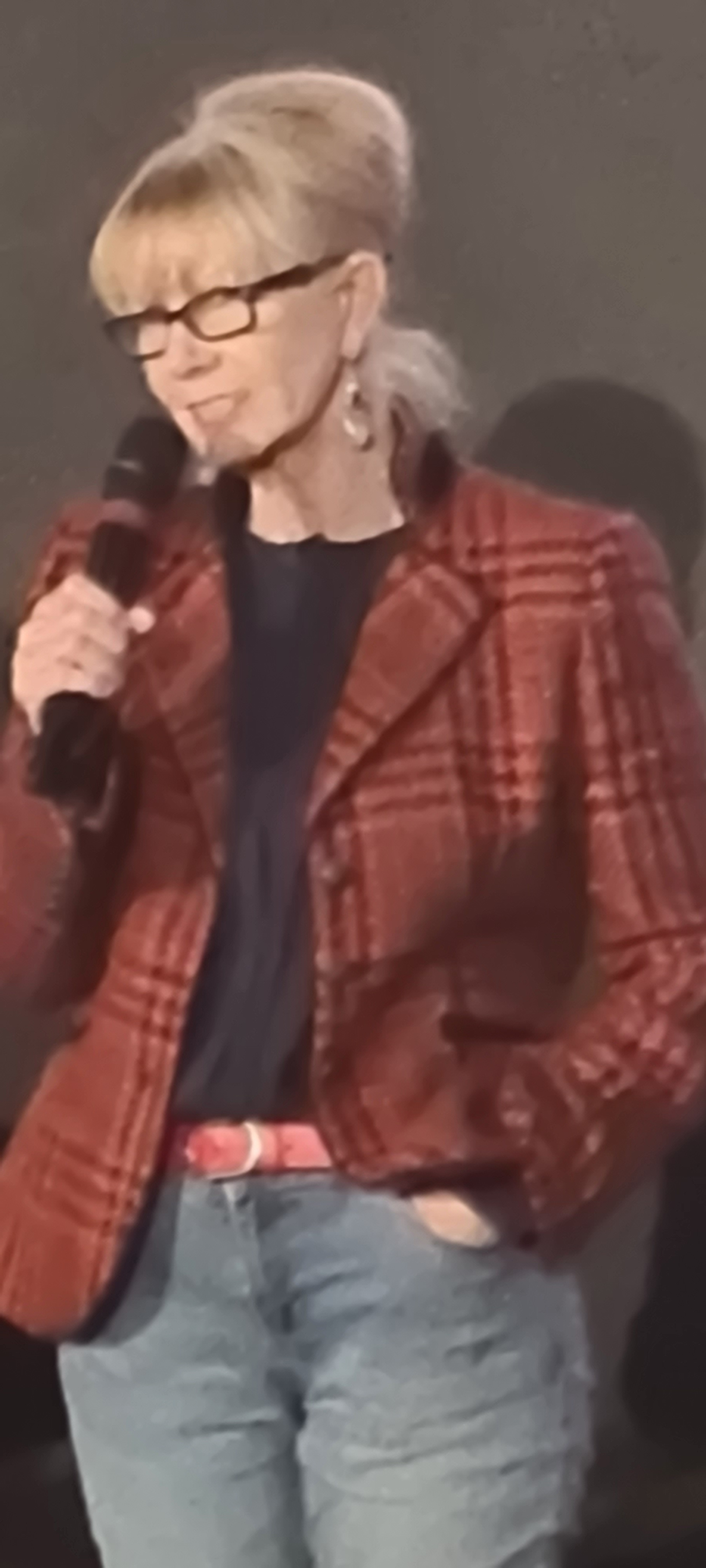
Maureen Kearney (2023)

Maureen Kearney (* 1956 in Castlebar) ist eine irische Gewerkschafterin der französischen Gewerkschaft Confédération française démocratique du travail (CFDT). Sie gilt als Whistleblowerin in ihrer Eigenschaft als Gewerkschafterin des französischen Unternehmens Areva. Sie legte Pläne des Konzerns offen, ein geheimes Abkommen mit China zu schließen. Sie wurde Opfer eines brutalen Überfalls, der bis heute nicht aufgeklärt ist.

## Leben

### Kindheit und Jugend
Kearney wuchs in einer irischen Familie auf, die gewerkschaftlich organisiert war. Ihre Mutter setzte sich unter anderem in den 1990ern für die Freilassung von Nelson Mandela ein. Während ihrer High-School-Zeit wurde sie Feministin.

### Arbeit als Gewerkschafterin
Mitte der 1980er zog sie mit ihrem Mann Gilles nach Auffargis im Département Yvelines in Frankreich. Nach der Geburt ihrer Tochter begann sie als Englischlehrerin für Techniques Nouvelles (SGN), ein Subunternehmen der Cogema (später Areva) zu arbeiten. Nachdem sie aus erster Hand gesehen hatte, wie junge Ingenieure ohne Abfindung entlassen wurden, trat sie der CFDT bei und wurde bei Areva das Gesicht dieser Gewerkschaft. Als Gewerkschafterin und Vorsitzende des europäischen Konzernbetriebsrats vertrat sie über 50.000 Beschäftigte.
Gemeinsam mit allen gewählten Personalvertretern der CFDT und der anderen Gewerkschaften bei Areva führt sie mehrere Aktionen durch, um das Unternehmen und seine Beschäftigten zu verteidigen. Mit Unterstützung von Gewerkschaften wie der IG Metall in Deutschland oder der CGIL in Italien rief der Konzernausschuss, dem sie angehörte, zu Streiks in den Fabriken der 13 europäischen Länder auf, in denen sich die 55 Standorte von Areva befanden. 2009 führte sie eine Delegation der Areva zum Élysée-Palast an, um den Verkauf von Technologien des Unternehmens nach China zu verhindern.
2012 erhielt sie durch einen Whistleblower Vertragsdaten, die einen geheimen Handel mit China offenlegten. Nach Durchsicht der Unterlagen wurde sie selbst zur Whistleblowerin. Zu Beginn ihrer Kampagne bestritt das Management den Vertrag. Vor und nach der Präsidentschaftswahl in Frankreich 2012, aus der François Hollande als Sieger hervorging, forderten Gewerkschaften eine unabhängige Untersuchung, wurden aber immer wieder vertröstet oder es wurde nach weiteren Beweisen verlangt.
In der Zwischenzeit bestätigte und verbreitete die Presse Warnungen über die Verhandlungen, die mit chinesischen Unternehmen über eine internationale Zusammenarbeit bei Nuklearprojekten geführt wurden. Am 27. September 2012 veröffentlichte Le Nouvel Obs Auszüge aus einem Entwurf eines zweiseitigen Abkommens zwischen EDF und seinem chinesischen Partner CGNPC. Am 3. Oktober 2022 veröffentlichte Le Canard enchaîné einen Vermerk der APE (Agentur für staatliche Beteiligungen) mit dem Titel „Warnung zu einem Entwurf eines Kooperationsabkommens zwischen EDF und CGNPC“.

### Bedrohung und Überfall
Kurz nach dem Start ihrer Kampagne gegen den Deal mit China wurde sie mehrfach bedroht. Auch ihre Tochter berichtete, dass sie das Gefühl habe, in dieser Zeit verfolgt worden zu sein. Als sie nicht klein beigab und sich an Innenminister Bernard Cazeneuve und Wirtschaftsminister Arnaud Montebourg wandte, intensivierten sich die Bedrohungen. Sie sah sich gezwungen, einen Psychologen aufzusuchen und sich in Behandlung zu begeben.
Am 17. Dezember 2012 soll es zu einem brutalen Überfall gekommen sein. Ein Einbrecher fesselte sie auf einen Stuhl und soll ihr einen Gegenstand in die Vagina eingeführt haben. Zudem soll sie verletzt worden sein. Ein „A“, das entweder für Areva oder für „Avertissement“ (dt. „Warnung“) stehen könnte, soll in ihren Bauch geritzt worden sein. Der Angreifer habe sie außerdem mit dem Tode bedroht und den barbarischen Akt als „zweite und letzte Warnung“ bezeichnet. Ihre Putzfrau habe sie erst mehrere Stunden später gefunden und befreit. Kearney selbst geriet in das Visier der Ermittler und unter dem Druck der Ermittlungen legte sie ein Geständnis ab, die Tat inszeniert zu haben. Obwohl sie dieses Geständnis später zurückzog, wurde sie in einem Prozess 2017 zu fünf Monaten Haft auf Bewährung sowie 5000 Euro Geldstrafe verurteilt. In einer Berufungsverhandlung ein Jahr später wurde sie freigesprochen und die Mängel bei den Ermittlungen wurden gerügt. Der Überfall wurde nie aufgeklärt.

## Buch und Verfilmungen

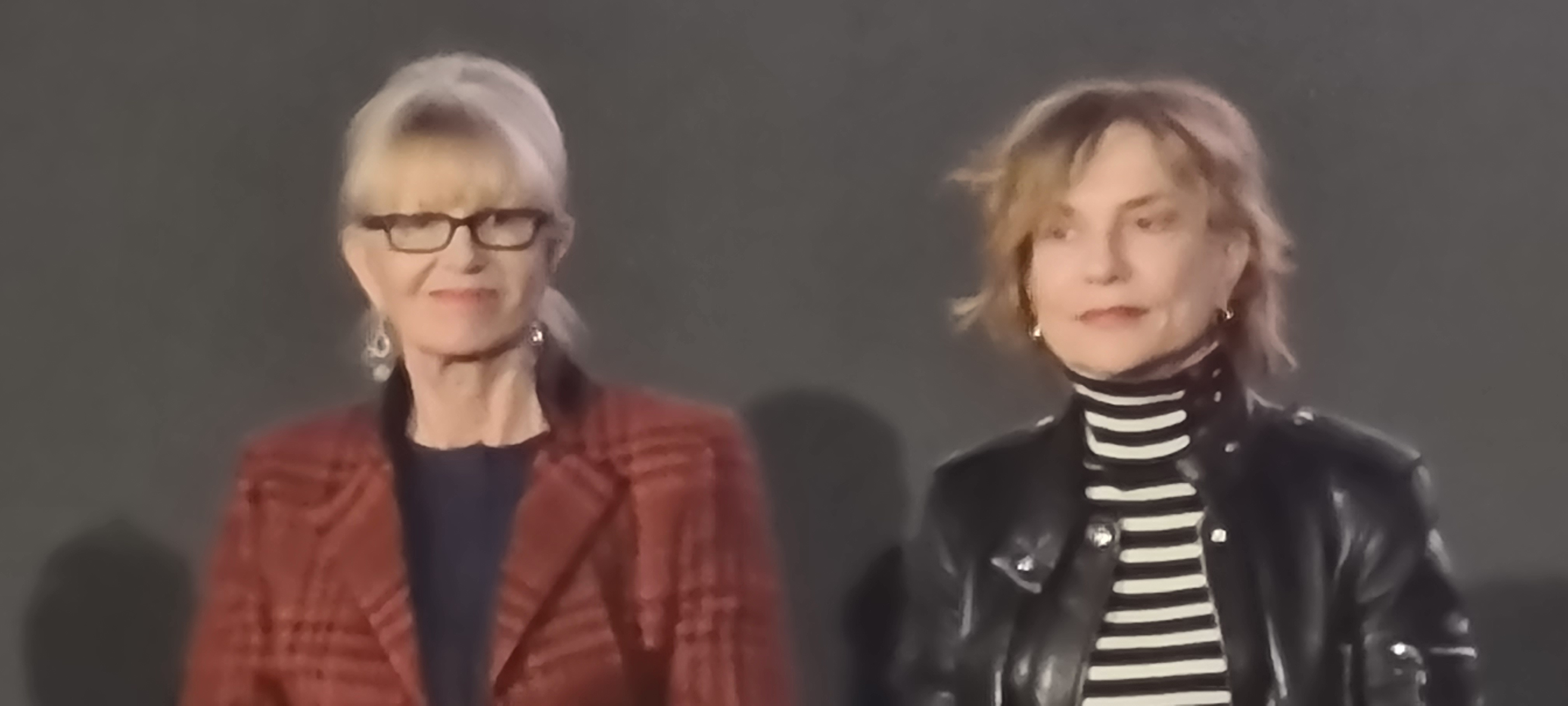
Maureen Kearney (links) mit Isabelle Huppert (rechts) 2023 in Paris

Auf Grundlage des Falles schrieb Caroline Michel-Aguirre 2019 das Buch La Syndicaliste, das 2022 mit Isabelle Huppert in der Hauptrolle als Maureen Kearney unter dem deutschen Titel Die Gewerkschafterin verfilmt wurde. Der Film lässt weitestgehend offen, ob sich der Überfall zugetragen hat, erzählt aber Kearneys Perspektive. Außerdem zeigt er insbesondere die menschenverachtende Behandlung durch Polizei und Gerichtsmediziner während der Ermittlungen. In einem Interview sagte Kearney, die sich nicht an weiteren Spekulationen beteiligte, dies wäre in Wirklichkeit noch schlimmer gewesen. Im Zuge der Verfilmung erschien auf France 3 die Dokumentarserie Der Fall Maureen Kearney.

## Verfilmungen und Dokumentationen
- 2022: Die Gewerkschafterin (La Syndicaliste) (Regie: Jean-Paul Salomé)
- 2022: Affeires Sensibles: L'affaire Maureen Kearney, la véritable histoire de "La syndicaliste" (France 3)[19]
- 2023: L'affaire Maureen Kearney (Dokumentar-Miniserie, 2 Folgen, Regie: Nina Robert)[20]